# Білоруська республіканська скаутська асоціація
Білоруська республіканська скаутська асоціація (біл. Беларуская рэспубліканская скаўцкая асацыяцыя, рос. Белорусская республиканская скаутская ассоциация, раніше Белорусская Национальная скаутская ассоциация, БНСА) — скаутська організація Білорусі. Ця організація є членом ВОСР з 5 вересня 2010 року, до цього була членом ВОСР з 1998 до 2004 року.

## Історія скаутингу в Білорусі
Перші скаутські гуртки на території Білорусі з'явились у 1909 році. Із приходом радянської влади, скаутинг було офіційно заборонено у 1922 р..
Скаутський рух в Білорусі почав відроджуватись у 1989 році за підтримки Російської асоціації скаутів-навігаторів з Австралії. Білоруські скаути почали активно співпрацювати із французькими гайдами та скаутськими організаціями СНД. Білоруська Національна Скаутська Асоціація стала членом ВОСР 13 березня 1999 року і представляє там Білорусь.

## Білоруська республіканська скаутська асоціація
З грудня 1991 року спеціальна місія ВОСР прибула в Білорусь для допомоги в об'єднанні різних скаутських організацій в одну. У березні 1997 року у Мінську відбулися установчі збори де було ухвалено рішення про створення «Національної скаутської асоціації».
У березні 1998 року кількість білоруських скаутів сягала 7,5 тис. чоловік. Становленню скаутингу в Білорусі допомагали французькі гайди, також велику допомогу у розвитку скаутського руху у Гомелі надали бельгійські скаути.
Станом на 2004 рік кількість членів Білоруської Національної скаутської асоціації становила 3 408 чоловік. Членство організації у ВОСР було припинено 31 березня 2004 року Всесвітнім скаутським комітетом.
Причиною припинення членства БНСА у ВОСР стало «порушення статуту організації та діяльність як не демократичної Національної скаутської організації та отримання скарг від інших білоруських скаутських організацій у 2002 році».
Однією з причин також могло бути невчасне сплачування членських внесків БНСА.
Скаутське гасло БРСА — Будь готов (укр. Будь готовий або Готуйсь). БНСА не використовує білоруську мову — офіційною мовою є російська.
Логотип БНСА складається з лілеї — символу скаутського руху та патріархального хреста.

## Структура та ідеологія
Усі члени організації поділяються на вікові ступені:
- вовчата, білочки — 6-11 років;
- каб-скаути — 12-14 років;
- ровер-скаути — 15-15 років;
- лідери, керівники, скаут-майстри — від 18 років.

Урочиста обіцянка (скаутська присяга): Даю Урочисту Обіцянку та скріплюю її своїм Чесним словом, що робитиму все, що від мене залежить, щоб виконати свій обов'язок перед Богом та Вітчизною, допомагати іншим у будь-який час, слухатися Скаутських Законів.
Закони скаутів БРСА:
- Честь для скаута — понад усе;
- Скаут вірний Богові та відданий Батьківщині;
- Обов'язок скаута — бути корисним та допомагати іншим;
- Скаут ввічливий;
- Скаут — друг тварин та всієї природи;
- Скаут дисциплінований, слухається батьків, лідера патруля, керівника та скаут-майстра;
- Скаут веселий та ніколи не падає духом;
- Скаут скромний, ощадний та поважає чужу власність;
- Скаут чистий думками, словами та справами.

Наймолодших членів організації називають вовчатами та білочками. Вони мають свою особливу програму діяльності, після виконання якої вони стають повноправними членами БРСА.